# Alduino
Alduino, Auduino o Audoin fue rey de los lombardos desde 546 hasta 563.

## Historia
Los lombardos se convirtieron en foederati de los bizantinos (541) mediante la firma de un tratado con Justiniano I que les dio el poder en Panonia y el norte. A partir de 551, Alduino se vio obligado a mandar tropas para apoyar a Narsés en Italia en la guerra gótica  (535-554) contra los ostrogodos. Al año siguiente (552), envió más de 5000 hombres para derrotar a los godos en las laderas del Vesubio. 
Se casó con Rodelinda, la hija de Amalaberga y Hermanfredo, rey de los turingios.
Murió en el año 563 y fue sucedido por su hijo Alboino, que fue quien llevó finalmente a los lombardos a Italia.